# Teerasil Dangda
Teerasil Dangda (Thai: ธีรศิลป์ แดงดา, * 6. Juni 1988 in Bangkok), auch als Mui bekannt, ist ein thailändischer Fußballspieler.

## Karriere

### Verein
Dangdas Karriere begann in der Fußballmannschaft des Assumption Thonburi College, auf das er zur Schule ging. 2006 unterschrieb er seinen ersten Amateurvertrag beim FC Raj Pracha. Ab 2007 wurde Dangda für eine Halbserie an die Mannschaft des Airforce Training College ausgeliehen. Für eine weitere Halbserie wechselte er zum damaligen Drittligisten Muang Thong United. Im Juli 2007 wurde bekannt, dass Teerasil zusammen mit Suree Sukha und Kiatprawut Saiwaeo ein Probetraining bei Manchester City absolvieren werde. Der damalige Besitzer des Vereins, Thaksin Shinawatra, hatte das Probetraining arrangiert. Alle drei erhielten kurze Zeit später einen Vertrag bei City. Aufgrund von Visumproblemen wurden die Spieler jedoch kurze Zeit später im Ausland „geparkt“. Teerasil wurde an den Grasshopper Club Zürich ausgeliehen. Er stand zwar nominell im Kader der zweiten Mannschaft, kam dort jedoch nie zum Einsatz. Da er nur ein Schweizer Touristenvisum besaß, wurde er erneut kurze Zeit später ausgeliehen. Diesmal ging es jedoch zurück in die Heimat, zu seinem alten Verein Raj Pracha. Der Vertrag mit Manchester City wurde offiziell gekündigt im Oktober 2008.

Ab der Saison 2009 spielte er für den Premier-League-Neuling Muang Thong United und unterschrieb einen Fünf-Jahres-Vertrag. In seiner ersten vollen Saison bei Muang Thong United enttäuschte er nicht. In 25 Spielen gelangen ihm sieben Tore. Zudem konnte er mit dem Club zum Ende der Saison seine erste Meisterschaft feiern.
Für die Saison 2018 wurde er an den japanischen Club Sanfrecce Hiroshima nach Hiroshima ausgeliehen. Bei Sanfrecce Hiroshima, der in der J1 League, der höchsten Liga des Landes, spielte, absolvierte er 32 Spiele und schoss dabei sechs Tore. Nachdem sein Vertrag im Dezember 2019 bei Muangthong ausgelaufen war, wechselte er wieder nach Japan. Hier unterschrieb er einen Vertrag bei Shimizu S-Pulse. Der Verein aus Shimizu in der Präfektur Shizuoka spielt ebenfalls in der J1 League. Nach 23 Erstligaspielen unterschrieb er Ende Dezember 2020 einen Vertrag beim thailändischen Verein BG Pathum United FC in Pathum Thani. Nach einer überragenden Saison 2020/21 wurde BG am 24. Spieltag mit 19 Punkten Vorsprung thailändischer Fußballmeister. Am 1. September 2021 gewann er mit BG den Thailand Champions Cup. Das Spiel gegen den FA-Cup-Gewinner Chiangrai United im 700th Anniversary Stadium in Chiangmai gewann die Mannschaft mit 1:0. Zum Ende der Saison 2021/22 feierte er mit dem Verein die Vizemeisterschaft. Am 6. August 2022 gewann er mit BG zum zweiten Mal den Thailand Champions Cup. Das Spiel gegen Buriram United im 80th Birthday Stadium in Nakhon Ratchasima gewann Buriram United mit 3:2. Am 20. Mai 2023 stand BG das Endspiel des Thai League Cup. Das Finale wurde gegen Buriram United mit 2:0 verloren. Ende Mai 2023 gab BG bekannt, dass der Vertrag mit Dangda um ein Jahr verlängert wurde. Am 16. Juni 2024 stand er mit BG im Finale des Thai League Cup. Hier gewann man durch ein Tor von Teerasil Dangda gegen Muangthong United mit 1:0. Nach 81 Ligaspielen, in denen er 29 Treffer erzielte, wurde sein Vertrag im Sommer 2025 nicht verlängert. Anfang Juli 2025 gab der Erstligist Bangkok United die Verfplichtung von Dangda bekannt.

### Nationalmannschaft
Seine Karriere in der Nationalelf begann er in der U-16/U-17 Thailands im Jahr 2004. Er gehörte zum Kader, der an der Endrunde der U-17-Fußball-Asienmeisterschaften 2004 teilnahm. Zwei Jahre später schaffte er es, zum Kader der U-19 zu gehören, welche an den Asienmeisterschaften teilnahm. Bei den U-19-Meisterschaften erzielte er das 1:0 gegen die Auswahl der Vereinigten Arabischen Emirate. Das Spiel endete mit 2:1 für Thailand und war der einzige Sieg des Turniers für die Elf. Seit 2007 spielt Teerasil sowohl für die U-23 als auch für die Herrenmannschaft Thailands. Er war 2007 Teil der Olympiaauswahl, die sich für die Olympischen Sommerspiele 2008 zu qualifizieren versuchte. Im Dezember 2007 gewann er mit der U-23 die Goldmedaille bei den Südostasienspielen.
Im gleichen Jahr hatte er seine erste Berufung in den Kader der Herrenmannschaft und war Teil des Kaders bei der Endrunde zur Fußball-Asienmeisterschaft 2007. Er hatte somit innerhalb von drei Jahren in drei verschiedenen Altersklassen an Endrunden zu den Fußball-Asienmeisterschaften teilgenommen. Am 8. Oktober 2007 traf er das erste Mal für die Thailändische Fußballnationalmannschaft der Herren. Sein nächstes großes Turnier waren die ASEAN-Fußballmeisterschaften 2008. Dort konnte er mit Thailand das Finale erreichen. Im Verlauf des Turniers schoss er vier Tore. Eines davon gelang ihm im Finale des Turniers gegen Vietnam. Im Rückspiel des Finals traf er zum 1:0 für Thailand. Dieses Ergebnis hätte Thailand in die Verlängerung gebracht, Vietnam jedoch gelang kurz vor Spielende der Ausgleich. Somit blieb Teerasil sein erster Titel mit den Herren versagt.

## Erfolge

### Verein
Muangthong United
- Thailändischer Meister: 2009, 2010, 2012, 2016
- Thailändischer Vizemeister: 2013, 2015
- Thailändischer Pokalfinalist: 2010, 2011, 2015
- Kor-Royal-Cup-Sieger: 2010
- Thailändischer Ligapokalsieger: 2016, 2017
- Thailändischer Supercup-Sieger: 2017

BG Pathum United FC
- Thailändischer Meister: 2020/21
- Thailändischer Vizemeister: 2021/22
- Thailändischer Supercup-Sieger: 2021, 2022
- Thailändischer Ligapokalsieger: 2023/24
- Thailändischer Ligapokalfinalist: 2022/23

### Nationalmannschaft
Thailand U-23
- Südostasienspiele

Sieger: 2007
Thailand
- Fußball-Südostasienmeisterschaft

Sieger: 2016, 2021, 2022
2. Platz: 2008, 2012
- King’s Cup

Sieger: 2016

## Auszeichnungen
- Thai Premier League

Torschützenkönig: 2012  (24 Tore)
Spieler des Jahres: 2012
- Südostasienmeisterschaft

Torschützenkönig: 2008, 2012, 2016, 2021
Best XI: 2012, 2016